# Julio Catalán Magni
Julio César Catalán Magni (Ushuaia, 14 de agosto de 1968) es un empresario, político y expiloto de automovilismo de velocidad argentino. Fue reconocido a nivel nacional por sus participaciones en categorías argentinas de automovilismo tales como el Turismo Carretera, el TC 2000, la Top Race y el Turismo Nacional. Durante la década del '90, a la par de sus incursiones como piloto, desarrolló un breve período como navegador en la categoría Turismo Carretera, acompañando al múltiple campeón argentino Juan María Traverso.
Fue campeón y subcampeón de la Clase 2 del Turismo Nacional en 1997 y 1998 respectivamente, al comando de un Ford Escort y subcampeón de Top Race en 2001 y 2002, sobre un Peugeot 405.
Tras abandonar su carrera como corredor, comenzó a inclinarse por la carrera política, siendo elegido oportunamente como Diputado de la Nación Argentina y posteriormente como senador nacional, ambos cargos en representación de su provincia natal, Tierra del Fuego, Antártida e Islas del Atlántico Sur. Su primer mandato lo asumió el 10 de diciembre de 2011, renunciando dos años después para asumir la senaduría de la nación, el 10 de diciembre de 2013 pasando a ejercer mandato hasta el año 2019.
A pesar de su origen en la ciudad de Ushuaia, tiene su domicilio fijado en la localidad bonaerense de Arrecifes, donde además mantiene la sede del taller de su equipo de competición, con el que interviene en el rol de director en las divisiones de la Asociación Corredores de Turismo Carretera. Al mismo tiempo, ha sido principal impulsor de la carrera deportiva de su hijo, Juan Tomás, quien se consagrara campeón de la divisional TC Mouras en el año 2016. Desde 2024, impulsa también la carrera de su hijo menor, José Ignacio, quién debutó en esa temporada en el TC Pista Mouras. Por su origen patagónico es apodado "el Pingüino".

## Ámbito deportivo
Hijo de antiguos pobladores de la ciudad de Ushuaia, desde pequeño mostró interés en el automovilismo, comenzando a correr a los 18 años. Luego de pasar al Turismo Nacional, se coronó campeón de la clase 2 en 1997, alternando ese año con la clase 3. Tuvo una breve aparición en el TC 2000 en el año 1997, compartiendo el equipo Peugeot con Juan María Traverso. Al año siguiente inició su carrera en el Turismo Carretera acompañando al "Flaco de Ramallo", teniendo en su debut un terrible accidente con el Ford Falcon sin consecuencias para ambos. Ese año terminaron 3.º detrás del campeón Guillermo Ortelli y su escolta Emilio Satriano.
Luego de esa incursión, fue conocido en el ambiente por ser gran defensor de la marca Peugeot, tanto en Top Race como en TC 2000, donde volvió a correr en 1998, en una carrera. Más tarde volvió al TC con un Ford Falcon, para luego cambiar de marca en 2004 pasando a conducir un Dodge Polara. Ese mismo año regresó al Top Race, donde hizo debutar al Citroën Xsara y a la marca Citroën a nivel nacional. A la par de estas presentaciones, continuó desarrollando su actividad en el Turismo Carretera, defendiendo la marca Dodge.
Se retiró del TRV6 28 de marzo de 2009, en el autódromo de Nueve de Julio, al comando de un Volkswagen Passat. Ese día finalizó 5.º y aunque consiguió entrar en el selecto grupo de pilotos, que definieron el campeonato a fin de año, esto no consiguió hacerle dar marcha atrás en su decisión. En la fecha siguiente de TRV6, su coche fue piloteado por su amigo y "vecino" Norberto Fontana.
Sin embargo, su carrera deportiva no terminó allí, ya que siguió compitiendo en el Turismo Carretera, con su Dodge Cherokee atendida por Rodolfo Di Meglio. En su última participación en el año 2010, Catalán Magni finalizó 18.º, entre los primeros 20 pilotos de la especialidad.
Finalmente, su carrera deportiva tendría punto final en el año 2011 cuando tras haber sido elegido Diputado Nacional por la Provincia de Tierra del Fuego, anunció su retiro de las pistas para poder asumir formalmente su cargo en la administración pública.

## Ámbito político
Si bien tuvo acercamientos a la política desde el año 2003, no se presentó como candidato por ningún partido hasta el año 2009. En el 2011 se presentó como candidato a diputado nacional por el Frente para la Victoria de Tierra del Fuego y ganó las elecciones generales con el 24,5% de los votos, superando así a otras figuras de la política fueguina como Jorge Garramuño, Rubén Sciutto y Manuel Raimbault.

## Trayectoria deportiva
| Año  | Categoría                                | Marca               |
| ---- | ---------------------------------------- | ------------------- |
| 1988 | Debut en la Clase 3 del Turismo Nacional | Renault 18          |
| 1989 | Clase 3 del Turismo Nacional             | Renault 18          |
| 1990 | Clase 3 del Turismo Nacional             | Renault 18          |
| 1991 | Clase 3 del Turismo Nacional             | Renault 18          |
| 1991 | Debut en TC 2000, 2 carreras             | Ford Sierra XR4     |
| 1992 | TC 2000, 3 carreras                      | Volkswagen Carat    |
| 1993 | Clase 3 del Turismo Nacional             | Renault 18          |
| 1993 | TC 2000, 1 carrera                       | Volkswagen Carat    |
| 1995 | Clase 3 del Turismo Nacional             | Peugeot 405         |
| 1996 | Debut en Clase 2 del Turismo Nacional    | Ford Escort Ghia    |
| 1997 | Campeón Clase 2 del Turismo Nacional     | Ford Escort Ghia    |
| 1997 | TC 2000                                  | Peugeot 405         |
| 1998 | Subcampeón Clase 2 del Turismo Nacional  | Ford Escort Ghia    |
| 1998 | Debut en Top Race                        | Peugeot 405         |
| 1998 | TC 2000, 4 carreras                      | Peugeot 405         |
| 1998 | Navegante de Juan María Traverso en TC   | Ford Falcon         |
| 1999 | Top Race                                 | Peugeot 405         |
| 1999 | Debut oficial en Turismo Carretera       | Ford Falcon         |
| 2000 | Turismo Carretera                        | Ford Falcon         |
| 2000 | Top Race                                 | Peugeot 405         |
| 2001 | Turismo Carretera                        | Ford Falcon         |
| 2001 | Subcampeón de Top Race                   | Peugeot 405         |
| 2002 | Turismo Carretera                        | Ford Falcon         |
| 2002 | Subcampeón de Top Race                   | Peugeot 405         |
| 2003 | Turismo Carretera                        | Ford Falcon         |
| 2003 | Turismo Carretera                        | Dodge Cherokee      |
| 2003 | Top Race                                 | Peugeot 405         |
| 2004 | Turismo Carretera                        | Dodge Cherokee      |
| 2004 | Top Race                                 | Citroën Xsara       |
| 2005 | Turismo Carretera                        | Dodge Cherokee      |
| 2005 | Debut en Top Race V6                     | Volkswagen Passat V |
| 2005 | TC 2000, 3 carreras                      | Dodge Neon          |
| 2006 | Turismo Carretera                        | Dodge Cherokee      |
| 2006 | Top Race V6                              | Chevrolet Vectra II |
| 2006 | TC 2000, 1 carrera                       | Honda Civic         |
| 2007 | Turismo Carretera                        | Dodge Cherokee      |
| 2007 | Top Race V6                              | Volkswagen Passat V |
| 2008 | Turismo Carretera                        | Dodge Cherokee      |
| 2008 | Top Race V6                              | Volkswagen Passat V |
| 2009 | Turismo Carretera                        | Dodge Cherokee      |
| 2009 | Top Race V6, 4 carreras                  | Volkswagen Passat V |
| 2010 | Turismo Carretera                        | Dodge Cherokee      |
| 2011 | Turismo Carretera                        | Dodge Cherokee      |

### Palmarés
| Título     | Categoría                    | Marca            | Año  |
| ---------- | ---------------------------- | ---------------- | ---- |
| Campeón    | Clase 2 del Turismo Nacional | Ford Escort Ghia | 1997 |
| Subcampeón | Clase 2 del Turismo Nacional | Ford Escort Ghia | 1998 |
| Subcampeón | Top Race                     | Peugeot 405      | 2001 |
| Subcampeón | Top Race                     | Peugeot 405      | 2002 |

- [7]

## Resultados

### Turismo Competición 2000
| Año  | Equipo                   | Auto             | 1     | 2     | 3     | 4     | 5    | 6    | 7     | 8     | 9   | 10  | 11  | 12    | 13    | 14    | 15     | 16     | 17    | 18    | 19     | 20     | 21     | 22     | 23    | 24    | 25    | 26    | 27     | 28     | Res. | Puntos |
| ---- | ------------------------ | ---------------- | ----- | ----- | ----- | ----- | ---- | ---- | ----- | ----- | --- | --- | --- | ----- | ----- | ----- | ------ | ------ | ----- | ----- | ------ | ------ | ------ | ------ | ----- | ----- | ----- | ----- | ------ | ------ | ---- | ------ |
| 1997 |                          |                  | RAF I | RAF I | RC I  | RC I  | POS  | POS  | SJU I | SJU I | PAR | PAR | GR  | GR    | BB I  | BB I  | SJU II | SJU II | RC II | RC II | NDJ    | NDJ    | MZA    | MZA    | BB II | BB II | TRE   | TRE   | RAF II | RAF II | 27.º | 2      |
| 1997 | Traverso Competición     | Peugeot 405      |       |       |       |       |      |      |       |       |     |     |     |       |       |       | 15     | Ret    | 12    | 9     | Ret    | NL     | Ret    | Ret    |       |       | 11    | Ret   |        |        | 27.º | 2      |
| 1998 |                          |                  | AG I  | AG I  | MDP I | MDP I | RC I | RC I | SJU I | SJU I | OLA | OLA | GR  | GR    | PAR I | PAR I | BA     | BA     | BB    | BB    | SJU II | SJU II | MDP II | MDP II | RC II | RC II | AG II | AG II | PAR II | PAR II | -    | 0      |
| 1998 | Traverso Competición     | Peugeot 405      |       |       |       |       |      |      |       |       |     |     |     |       |       |       |        |        |       |       |        |        |        |        | Ret   | Ret   | 13    | Ret   |        |        | -    | 0      |
| 2005 |                          |                  | BA I  | PAR   | VIE   | SJU   | OLA  | AG   | CUR   | OBE   | RAF | SRA | CON | BA II | SL    | GR    |        |        |       |       |        |        |        |        |       |       |       |       |        |        | -    | 0      |
| 2005 | MD Racing                | Chrysler Neon II |       |       |       | NC    |      | NL   |       |       |     |     | 22  |       |       |       |        |        |       |       |        |        |        |        |       |       |       |       |        |        | -    | 0      |
| 2006 |                          |                  | BA I  | OLA   | CR    | VIE   | SFE  | SJU  | SRA   | RES   | CUR | SMM | GR  | BA II | OBE   | PAR   |        |        |       |       |        |        |        |        |       |       |       |       |        |        | -    | 0      |
| 2006 | Italcred Fineschi Racing | Honda Civic VI   |       |       |       |       |      |      |       |       |     |     |     | Ret   |       |       |        |        |       |       |        |        |        |        |       |       |       |       |        |        | -    | 0      |

#### Copa TC 2000
| Año  | Equipo               | Auto        | 1    | 2    | 3     | 4     | 5    | 6    | 7     | 8     | 9   | 10  | 11 | 12 | 13    | 14    | 15 | 16 | 17 | 18 | 19     | 20     | 21     | 22     | 23    | 24    | 25    | 26    | 27     | 28     | Res. | Puntos |
| ---- | -------------------- | ----------- | ---- | ---- | ----- | ----- | ---- | ---- | ----- | ----- | --- | --- | -- | -- | ----- | ----- | -- | -- | -- | -- | ------ | ------ | ------ | ------ | ----- | ----- | ----- | ----- | ------ | ------ | ---- | ------ |
| 1998 |                      |             | AG I | AG I | MDP I | MDP I | RC I | RC I | SJU I | SJU I | OLA | OLA | GR | GR | PAR I | PAR I | BA | BA | BB | BB | SJU II | SJU II | MDP II | MDP II | RC II | RC II | AG II | AG II | PAR II | PAR II | 16.º | 12     |
| 1998 | Traverso Competición | Peugeot 405 |      |      |       |       |      |      |       |       |     |     |    |    |       |       |    |    |    |    |        |        |        |        | Ret   | Ret   | 3     | Ret   |        |        | 16.º | 12     |